# Rui Sousa
Rui Miguel Sousa Barbosa (* 17. Juli 1976 in Barroselas) ist ein ehemaliger portugiesischer Radrennfahrer.

## Sportlicher Werdegang
Rui Sousa begann seine Karriere 1998 beim Radsport-Team Porta da Ravessa. Nachdem er 2001 eine Etappe bei der Troféu Joaquim Agostinho gewonnen hatte, wechselte er im folgenden Jahr zu Milaneza-MSS. 2002 und 2003 gewann er jeweils die zweite Etappe beim GP Internacional Mitsubishi. Mit der Vuelta a España 2002 nahm er einmalig in seiner Karriere an einer Grand Tour teil und beendete diese auf Platz 16 der Gesamtwertung.
Ab 2005 bis zu seinem Karriereende fuhr Sousa wieder für verschiedene portugiesische Continental Teams. In der Saison 2010 wurde er portugiesischer Meister im Straßenrennen, von 2012 bis 2017 gewann er viermal eine Etappe der Portugal-Rundfahrt. Nach der Saison 2017 beendete er im Alter von 41 Jahren seine Karriere als Radrennfahrer.

## Erfolge
2001
- eine Etappe Troféu Joaquim Agostinho

2002
- eine Etappe Grand Prémio Internacional Mitsubishi

2003
- eine Etappe Grand Prémio Internacional Mitsubishi

2010
- Portugiesischer Meister – Straßenrennen

2012
- eine Etappe Volta a Portugal

2013
- eine Etappe Volta a Portugal

2014
- eine Etappe Volta a Portugal

2017
- eine Etappe Volta a Portugal